# Gongylostoma elegans
Espèce
Gongylostoma elegans, la Cylindrelle élégante, est une espèce de mollusques gastéropodes terrestres de la famille des Urocoptidae. Elle se rencontre à Cuba.

## Répartition
Gongylostoma elegans est endémique de Cuba et se rencontre dans les provinces de Matanzas pour la sous-espèce nominale et de Pinar del Río pour la sous-espèce subelegans.

## Description
Pour A. Férussac et G. P. Deshayes la coquille de Gongylostoma elegans mesure 17 mm de longueur et 4 mm de diamètre. Sa forme est allongée et cylindrique et largement tronquée au sommet.

## Liste des sous-espèces
Selon le World Register of Marine Species (30 novembre 2024) :
- Gongylostoma elegans elegans (L. Pfeiffer, 1839) - province de Matanzas
- Gongylostoma elegans subelegans (Pilsbry, 1903) - province de Pinar del Río

## Systématique
Le nom valide complet (avec auteur) de ce taxon est Gongylostoma elegans (L. Pfeiffer, 1839).
L'espèce a été initialement classée dans le genre Clausilia sous le protonyme Clausilia elegans L. Pfeiffer, 1839,.
Gongylostoma elegans a pour synonymes :
- Clausilia elegans L. Pfeiffer, 1839
- Urocoptis (Gongylostoma) elegans (L. Pfeiffer, 1839)

### Publication originale
- (de) Louis Pfeiffer, « Bericht über die Ergebnisse meiner Reise nach Cuba im Winter 1838-1839 », Archiv für Naturgeschichte, Berlin, vol. 5, no 1,‎ 1839, p. 346-358 (ISSN 0365-6136, lire en ligne, consulté le 30 novembre 2024).